# Montague-Kilmuir
Pour les articles homonymes, voir Montague.
Circonscription électorale provinciale du Canada
Montague-Kilmuir est une circonscription électorale provinciale de l'Île-du-Prince-Édouard (Canada). La circonscription est créée en 1996 à partir de portions de la 3e Kings, de la 4e Kings et de la 5e Kings.

## Liste des députés
| Montague-Kilmuir                                                | Montague-Kilmuir | Montague-Kilmuir          | Montague-Kilmuir | Montague-Kilmuir | Montague-Kilmuir |
| Nom                                                             | Nom              | Parti                     | Mandat           | Législature      |                  |
| --------------------------------------------------------------- | ---------------- | ------------------------- | ---------------- | ---------------- | ---------------- |
| Pour la période 1873-1996, voir 3e Kings, 4e Kings et 5e Kings. |                  |                           |                  |                  |                  |
|                                                                 | Jim Bagnall      | Progressiste-conservateur | 1996 - 2000      | 60e              |                  |
|                                                                 | Jim Bagnall      | Progressiste-conservateur | 2000 - 2003      | 61e              |                  |
|                                                                 | Jim Bagnall      | Progressiste-conservateur | 2003 - 2007      | 62e              |                  |
|                                                                 | Jim Bagnall      | Progressiste-conservateur | 2007 - 2011      | 63e              |                  |
|                                                                 | Allen Roach      | Libéral                   | 2011 - 2015      | 64e              |                  |
|                                                                 | Allen Roach      | Libéral                   | 2015 - 2019      | 65e              |                  |
|                                                                 | Cory Deagle      | Progressiste-conservateur | 2019 - 2023      | 66e              |                  |
|                                                                 | Cory Deagle      | Progressiste-conservateur | 2023 - en cours  | 67e              |                  |

## Géographie
La circonscription comprend la ville de Montague.